# Distrito de Saisa
El distrito está dividido en 3 pueblos: Huajones, Sanguipata y Pasañe (Saisa) qué es donde se encuentra la plaza de armas, el distrito sufrió mucho en la época de terrorismo 1980-2000
Matías Vázquez

## Historia
El distrito fue creado mediante Ley No.15091 del 8 de julio de 1964, en el gobierno del presidente Fernando Belaúnde Terry. Su capital es el centro poblado de Saisa.

## División administrativa
Poblaciones rurales:

## Autoridades

### Municipales
- 2019 - 2022[2]
  - Alcalde: Ciro Oswaldo Calle Pacheco, del Movimiento Regional Gana Ayacucho.
  - Regidores:

  1. Morayma Vilma Galván Arangoitia (Movimiento Regional Gana Ayacucho)
  2. Nilo Ober Huamaní Ccencho (Movimiento Regional Gana Ayacucho)
  3. Beverly Solange Flores Chumbile (Movimiento Regional Gana Ayacucho)
  4. Luis Alberto Rojas Flores (Movimiento Regional Gana Ayacucho)
  5. Antonio Cantoral Quispe (Desarrollo Integral Ayacucho)

Alcaldes anteriores
- 2007 - 2010: Régulo Montoya Cantoral.